# Ptolemaia

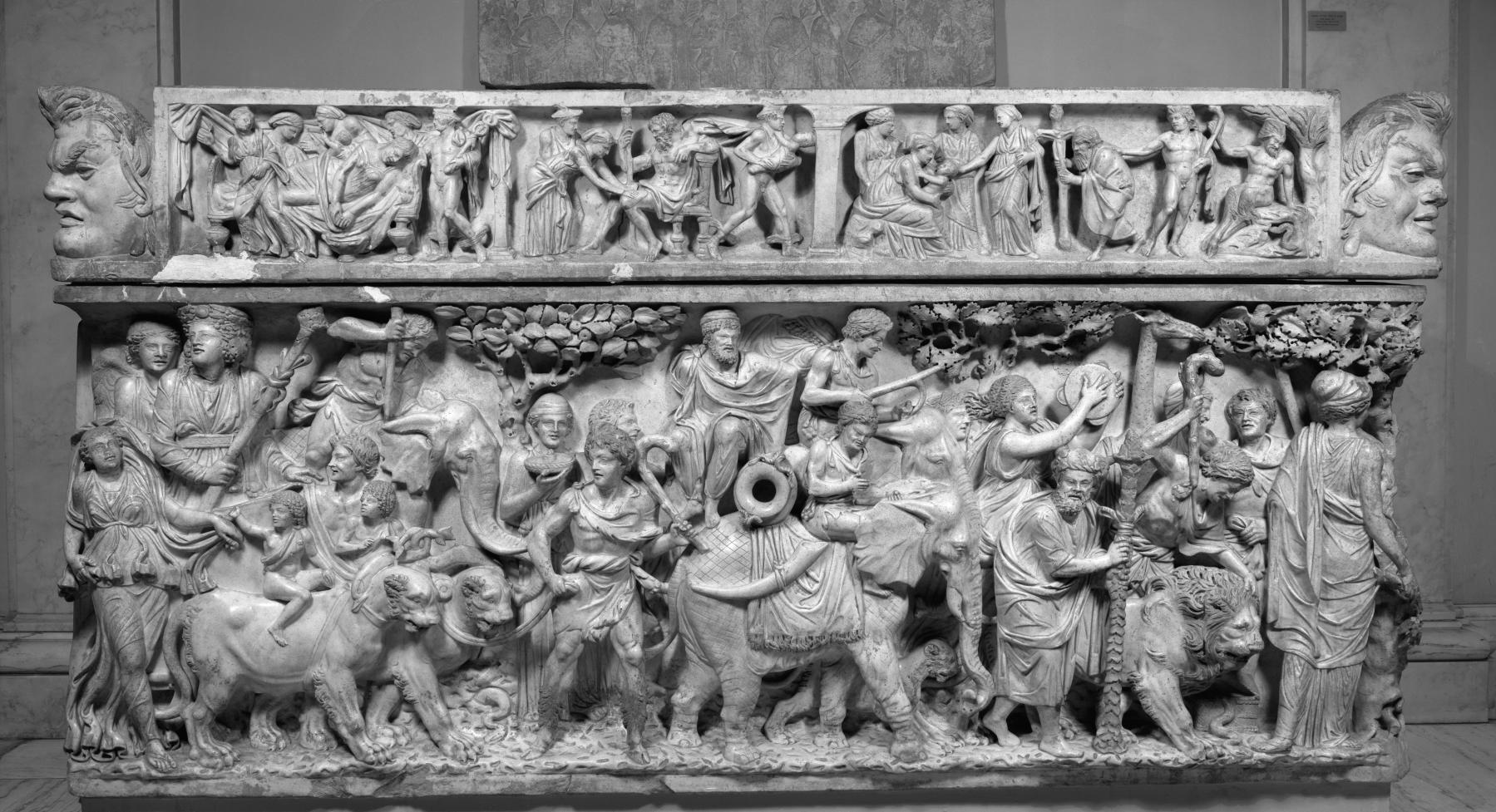
Triunfo de Dioniso en un sarcófago del año 190. Walters Art Museum, según se describe como parte de las fiestas Ptolemaia.

Las Ptolemaia o juegos ptolemaicos (griego antiguo: Πτολεμαια, Ptolemaia) eran unas fiestas dinásticas, atléticas y religiosas que tenían lugar cada cuatro años en la ciudad de Alejandría, durante el Egipto ptolemaico, con el objeto de servir al culto al soberano.

## Historia
Las Ptolemaia fueron instituidas por Ptolomeo II en Alejandría para honrar a su padre Ptolomeo I, fallecido en 282 a. C. Las primeras consideradas como tales, se celebraron en 279-278 a. C. y debían repetirse cada 4 años, con el objetivo de integrarse dentro de los Juegos Panhelénicos, y proclamándose igual a los Juegos Olímpicos, rivalizando con ellos. Estas fastuosas fiestas no solo incluían grandes procesiones cargada de elementos dionisíacos y sacrificios sino que también se se daban espléndidos banquetes (para la élite y la población) y todo tipo de competiciones atléticas, musicales y ecuestres. La fiesta, cada vez más elaborada llegó a convertirse, no solo en la fiesta del culto a los soberanos de la dinastía ptolemaica, sino también exponer a Alejandría como el centro del nuevo mundo.
Casi todos los estados griegos fueron invitados a participar. Entre los asistentes a este primer evento se encontraban representantes de Atenas. También se invitó a la Liga de los Nesiotes. A partir de entonces, numerosas póleis griegas enviaron regularmente representantes al evento. 
Pasaron a formar parte oficialmente de los Juegos Panhelénicos en 262 a. C., cuando, debido a la guerra de Cremónides, la Anfictionía de Delfos los reconoció para acercarse a Egipto en una función antimacedonia.
Las Ptolomeia se establecieron en diversos lugares del mundo griego durante el transcurso del siglo III a. C.. 
En Atenas, se celebraron desde el año 83 hasta el 24 a. C. En Delos, la Liga de los Nesiotes las organizó como una fiesta de la Liga ya a principios de la década de 270 a. C. También se celebraron en Lesbos (en Ereso y Metimna) y Eritras.
Las Ptolemaia están documentados en Alejandría hasta 211-210. a. C.

## Descripción
La tercera edición es narrada por Ateneo de Náucratis en su obra Banquete de los eruditos, basada en lo que describió el historiador Calíxeno de Rodas, que se maravillaba ante los fastos en el circo de Alejandría:

"(...) Veinticuatro cuadrigas tiradas por elefantes, sesenta bigas tiradas por cabras, doce por antílopes, siete por órices, quince por búfalos, ocho por avestruces, siete por burros ciervos, cuatro por onagros y cuatro cuadrigas tiradas por caballos. (...) Los camellos transportaban ciento cincuenta kilos de incienso, ciento cincuenta kilos de mirra, cien kilos de azafrán, canela y otras especias. (...) Los etíopes llevaban regalos, seiscientos colmillos de elefante y dos mil troncos de ébano (...) Luego venían ciento cincuenta hombres cargados con árboles de los que se habían colgado jaulas con muchos loros, pavos reales, pintadas, faisanes y otras aves etíopes...".